# Marco Pecoraro Scanio
Marco Pecoraro Scanio (Salerno, 24 dicembre 1962) è un ex politico, dirigente sportivo ed ex calciatore italiano, di ruolo centrocampista.
È il fratello minore dell'ex-leader dei Verdi Alfonso Pecoraro Scanio.
Dal 2006 al 2008 è stato Senatore della Repubblica per la Federazione dei Verdi.

## Carriera

Al centro, Marco Pecoraro Scanio con la maglia della Salernitana 1988-1989

### Giocatore
Nel 1977, a quindici anni, inizia l'attività calcistica nel settore giovanile dell'Inter.
Con la maglia nerazzura è convocato nelle rappresentative nazionali giovanili e vince lo scudetto italiano di categoria (1980).
Passa all'Avellino nella stagione 1980-1981 dove vince la Coppa Italia categoria Primavera (1982).
Nel febbraio 1982 debutta a 19 anni in Serie A.
Poi passa al Rimini (1982-1983), allenato da un esordiente Arrigo Sacchi che lo sposta nel ruolo di mediano, e alla Salernitana (1983-1984) squadra della sua città.
Rientra all'Avellino in Serie A (1984-1986), passa quindi al Cagliari, per la stagione 1986-1987.
Nel 1987-88 è al Genoa sotto la guida di Gigi Simoni.
Nel 1988 torna a Salerno, e durante il campionato 1989-1990 dopo ventitré anni la Salernitana torna in serie B.
Giunge nel 1991 ad Ancona, che approda alla serie A e nella stagione 1993-1994 conquista la finale di Coppa Italia. Termina la propria carriera a Lecce in Serie B a trentatré anni per concludere gli studi universitari.
Si laurea in Giurisprudenza presso l'Università degli Studi di Salerno, con una tesi sulla libera circolazione dei calciatori in Europa "Il caso Bosman". Il 2 maggio 2011 si diploma a Coverciano come direttore sportivo, con un punteggio di 110.

### Palmarès

#### Club

##### Competizioni nazionali
- Torneo Estivo del 1986: 1

Avellino: 1986

### Attività politica
Nel 1997 si candida alle amministrative del Comune di Ancona dove viene nominato assessore della città dorica con deleghe allo sport ed al turismo fino al 2004.
Nel 1998 si candida al Consiglio Provinciale di Ancona ove rimane in carica fino a fine legislatura, cioè nel 2007.
Nel biennio 2004-2006 è stato Assessore allo Sport, Salute e Qualità della Vita, Sicurezza Alimentare, Patrimonio, Tutela degli animali della provincia di Salerno.

#### Elezione a senatore
Alle elezioni politiche del 2006 è candidato al Senato della Repubblica, in regione Campania, come capolista di Insieme con l'Unione (lista che federava al proprio interno Federazione dei Verdi, Partito dei Comunisti Italiani e Consumatori Uniti), venendo eletto senatore della XV Legislatura.
La sua elezione, dovuta al fatto di essere capolista e quindi in posizione estremamente favorevole, fu oggetto di molte critiche, tra le altre quelle da parte di Sergio Rizzo e Gian Antonio Stella, che nel saggio La Casta sostennero che l'elezione avvenne grazie all'appoggio del fratello Alfonso Pecoraro Scanio, all'epoca leader dei Verdi.

### Curiosità
Sull'album delle figurine Panini riguardanti il campionato di calcio 1984-85, l'immagine del calciatore (figurina n. 54) ha il nome curiosamente invertito e modificato in Scanio Marco Pecoraro, come se Pecoraro fosse una sorta di secondo nome e non parte integrante del cognome.